# 和光小学校
和光小学校（わこうしょうがっこう）は、東京都世田谷区にある学校法人和光学園が設置した小学校である。

## 教育の特徴
- スローガンは「すてきな今日と出会える学校」[1]
- 自主編成の教育課程がある。
- 体験することや、子どもたち同士の話し合いを重視した教育がおこなわれる。
- 算数などの教科教育では、現物を使ったり、タイルを使ったり、操作や構造の理解を大切にした授業が行われている。
- 生活教育・総合学習をカリキュラムの柱としている。例えば、パン作り、多摩川、食の研究、平和学習などをテーマに、半年以上の長期間かけた学習・研究に取り組む。
- 宿泊学習、運動会、劇の会、文化祭、歌の会など、大がかりな行事が多い。
- 異文化国際理解教育として、アジアの学校との交流や、イスラム圏・英語圏の学校との交流も盛ん。
- 図工ではなく、美術と工作技術という科目がある。
- クラス内での選挙や、児童会による学校への要求運動やスポーツ大会など、子どもたちの自治活動が盛ん。

## 校歌
「この道をゆく」 作詞丸木政臣、作曲池辺晋一郎

## 映画
2020年公開の映画「あこがれの空の下」（監督：増⽥浩、房満満）の舞台となっている。独自の教育哲学に基づいた教育を実践する同校の1年間を追う。

## 沿革
- 1933年 成城事件を機に成城学園を離れた教師、父母らによって和光学園創立。
- 1934年 和光学園小学校（現、和光小学校）開校。
- 1946年 和光学園高等女学校開校（中学校開校とともに閉鎖）。
- 1947年 和光中学校開校。
- 1950年 和光高等学校が開校し、東京教育大学の梅根悟教授らが主宰したコアカリキュラム連盟（現、日本生活教育連盟）の実験校となる。
- 1956年 和光幼稚園開園（戦前も幼稚園を開園していた）。
- 1968年 高校を鶴川のキャンパスに移転。丸木政臣が和光学園校長となる。
- 1991年 丸木政臣校長が辞任。新しく小松福三が校長就任。
- 1994年 行田稔彦が校長に就任。
- 2010年 校舎の改築。新しい体育館ができる。
- 2011年 併設する和光幼稚園との校園長体制になる。鎌倉博が校園長に就任。
- 2014年 北山ひと美が校園長に就任。
- 2020年 映画「あこがれの空の下」の舞台となる。
- 2023年 帯刀彩子が校園長に就任。